# Pintor de Brigos

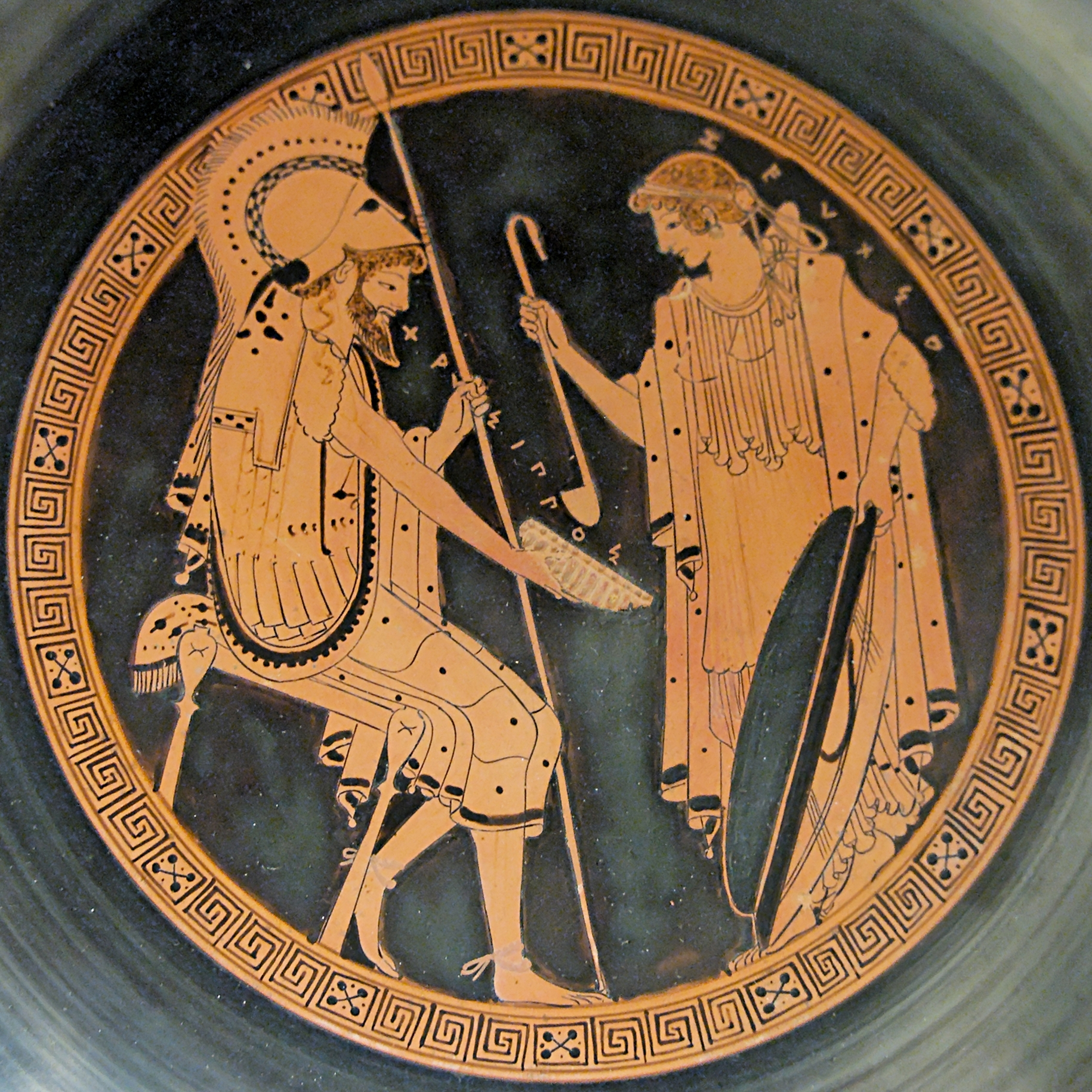
Zeuxo y Crisipo, kílix de figuras rojas, circa 490/480 a. C., Museo Británico.

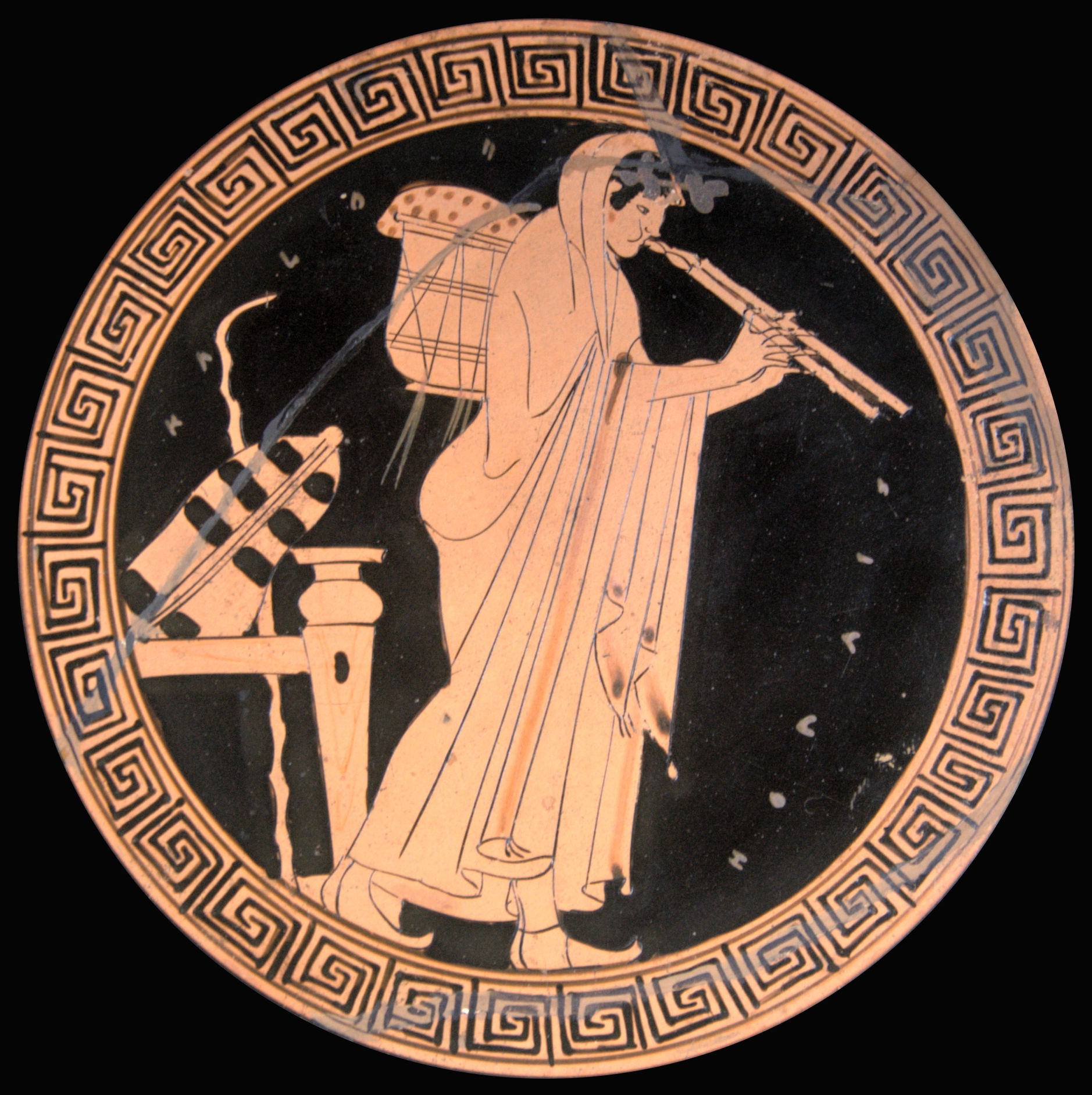
Tañedor de aulos, kílix, circa 490 a. C., Museo del Louvre.

El Pintor de Brigos fue un artista ático de figuras rojas del periodo arcaico tardío. Junto con Onésimo, Dúrides y Macrón, fue el más importante pintor de vasos de su tiempo. Estuvo activo en el primer tercio del siglo V a. C., sobre todo de los años 480 y 470 a. C. Fue un artista prolífico, al que se le han atribuido sobre doscientos vasos, aunque es conocido por la Copa de Brigos, un kílix de figuras rojas, expuesto en el Museo del Louvre, que describe la Iliupersis o El saqueo de Ilión.   
Convencionalmente, el nombre de Pintor de Brigos proviene del alfarero Brigos, conocido por sus firmas. Parece que este pintor pintó la mayoría de los vasos producidos por Brigos. Su nombre aparece en varios vasos y copas de finales del siglo VI y principios del siglo V a. C. No se sabe si la firma se refiere al alfarero o al pintor, o incluso si las dos funciones estaban separadas; por convención se les conoce como dos personas distintas.
Su producción abarca varios tipos de vasos, como skyphoi, kantharoi, rhyta, un kalathos de pico y lecitos. Además de sus obras de figuras rojas también se le conoce por sus vasos de técnica de fondo blanco. 

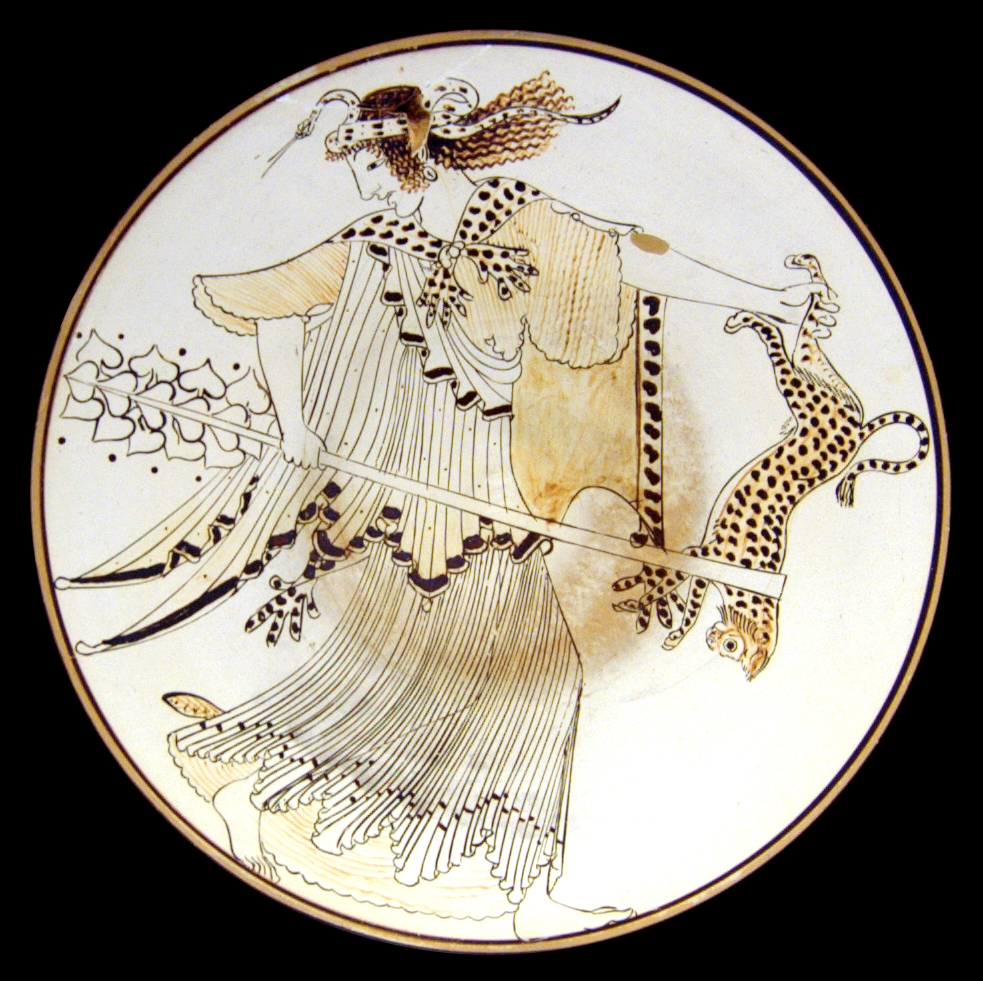
Ménade furiosa. Sostiene un tirso en su mano derecha, mientras con la izquierda balancea una pantera. Una serpiente se enrosca como una diadema en el pelo. Tondo de kílix de fondo blanco, 490-480 a. C. Múnich, Staatliche Antikensammlungen.

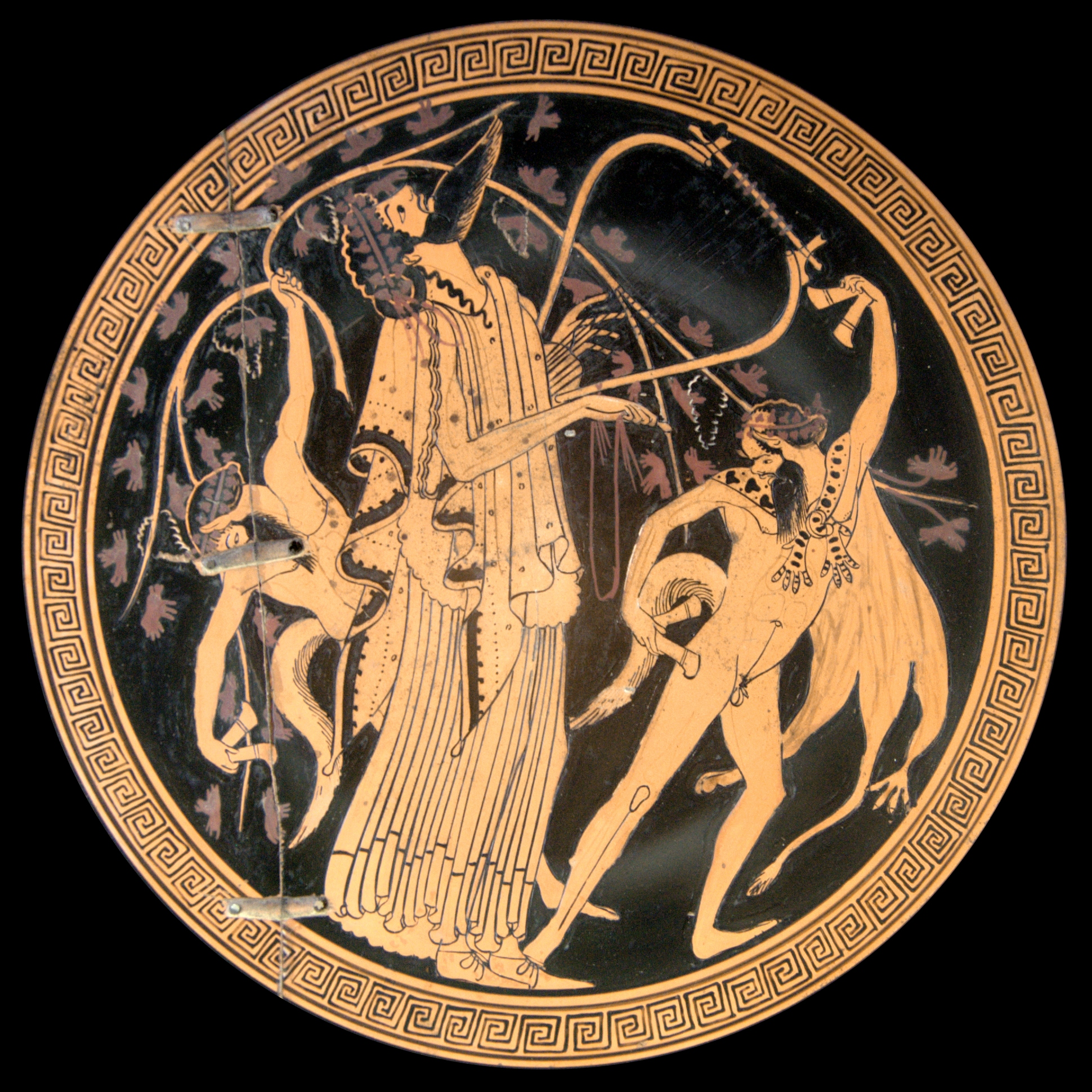
Dioniso y sátiros, tondo de un kílix, c. 480 a. C. París, Museo del Louvre.

Estilísticamente, está en la tradición de los primeros trabajos de Onésimo. La influencia de éste en el Pintor de Brigos se puede comprobar en la torsión de los miembros y los escorzos dramáticos, cabe la posibilidad de que fuera su discípulo. Especialmente al principio de su carrera, es audaz y creativo. Su dibujo no es de la mayor precisión, pero las posturas de sus figuras y la expresividad de sus rostros son excepcionales. Es considerado como el pintor arcaico que ha alcanzado la más alta maestría de las posturas de los cuerpos representados. También es uno de los primeros pintores, de los muy pocos, que logró pintar un niño verdaderamente como un niño, y no como un adulto pequeño. Gran parte de esto sugiere que basó su trabajo en una aguda observación. Muchos de sus figuras muestran claramente los efectos de la edad. Los motivos típicos son escenas de simposios y de palestras. Cráneos planos, narices largas y ojos estrechos con las cejas más bien altas, son características de su estilo. Su habilidad en la pintura de la boca humana es notable: es capaz de representarla silbando, cantando, tocando la flauta o apretando los labios con un alto grado de precisión anatómica. Barbas y pelos sin afeitar (hombres viejos), así como los primeros signos de la calvicie también son típicos. 
Sus escenas mitológicas son con frecuencia originales. Representa a Áyax el Grande siendo tapado por Tecmesa, la entrega del cuerpo de Héctor y otras escenas de la Guerra de Troya. Escenas dionisíacas son comunes también. una famos copa representa a unos sátiros atacando a las diosas Iris y Hera. Mientras que Iris intenta huir, Hera es protegida por Heracles y Hermes. Dioniso está presente, pero al parecer no afectado. Al igual que muchos pintores el Pintor Brigos, las figuras son nombradas por la inscripción, a veces incluso se describe lo que dicen o llaman. A pesar de su frecuente uso de la escritura, las  inscripciones kalos del Pintor Brigos son escasas.
El Pintor de Brigos fue asociado con un círculo más amplio de artistas que fueron influenciados por él e incluso trabajaron con él, en el taller del alfarero Brigos. Esos pintores fueron el Pintor de la Fundición, el Pintor de Briseida, el Pintor de la Dokimasia, el Pintor del Louvre G 265 y el Pintor de la Gigantomaquia de París. 